# Sarcophrynium schweinfurthianum
Sarcophrynium schweinfurthianum là một loài thực vật có hoa trong họ Marantaceae. Loài này được (Kuntze) Milne-Redh. miêu tả khoa học đầu tiên năm 1950.